# Samsung Galaxy Note 5
Galaxy Note 5（ギャラクシー ノート ファイブ）は、韓国・サムスン電子によって開発されたスマートフォンである。LTEモデルの1種類が発売されている。発売国によって一部仕様が異なっている。日本国内では発売されていない。